# Ulf Leirstein
Ulf Isak Leirstein (født 30. juni 1973 i Sarpsborg) er en norsk politiker for Fremskrittspartiet. Han har været indvalgt i Stortinget fra Østfold siden 2005. Han var vararepræsentant i perioden 2001–2005.
Leirstein var har haft kommunale og fylkekommunale hverv siden 1991. Han var varaordfører i Moss 1999–2003. Han var formand i Fremskrittspartiets Ungdom fra 1994 til 1995 og sad i centralbestyrelsen i Fremskrittspartiet mellem 2003 og 2011.
Han gik på handel og kontorlinjen på Malakoff videregående skole. Han arbejdede mellem 1996 og 2003 som projektleder ved Norsk Teknologicenter/Standard Norge.

## Stortingskomiteer
- 2011-: medlem af Justitskomitéen
- 2009–2011: medlem og første viceleder i finanskomitéen
- 2005–2009: medlem og første viceleder i finanskomitéen